# R.E.M.
R.E.M. fue una banda de rock estadounidense formada en 1980 en Athens, Georgia, por el baterista Bill Berry, el guitarrista Peter Buck, el bajista Mike Mills y el vocalista principal Michael Stipe, quienes eran estudiantes de la Universidad de Georgia. Fue una de las primeras bandas de rock alternativo, que destacaba por el estilo de guitarra arpegiado y sonoro de Buck; la distintiva calidad vocal de Stipe, su presencia escénica única y sus letras oscuras; las líneas de bajo melódicas y coros de Mills; y el estilo de batería ajustado y sobrio de Berry. A principios de la década de 1990, otros grupos de rock alternativo como Nirvana y Pavement vieron al grupo como pionero del género. Después de que Berry dejara la banda en 1997, esta continuó su carrera en la década de 2000 con una mezcla de éxito comercial y de crítica. La banda se separó amistosamente en 2011 y los miembros dedicaron tiempo a proyectos en solitario después de haber vendido más de 90 millones de álbumes en todo el mundo y convertirse en uno de los artistas musicales más vendidos del mundo.
Lanzaron su primer sencillo, «Radio Free Europe», en 1981 bajo el sello discográfico independiente Hib-Tone. Fue seguido por el EP Chronic Town en 1982, el primer lanzamiento de la banda con I.R.S. Records. En 1983, el grupo lanzó su álbum debut aclamado por la crítica, Murmur, y construyeron su reputación durante los siguientes años a través de lanzamientos cada año desde 1984 hasta 1988: Reckoning, Fables of the Reconstruction, Lifes Rich Pageant, Document y Green, incluida la intermitente compilación de lados B Dead Letter Office. Don Dixon y Mitch Easter produjeron sus dos primeros álbumes, Joe Boyd se encargó de la producción de Fables of the Reconstruction y Don Gehman produjo Lifes Rich Pageant. A partir de entonces, se decidieron por Scott Litt como productor durante los próximos 10 años durante el período más exitoso de la banda en su carrera. También comenzaron a coproducir su material y tocar otros instrumentos en el estudio, además de los que tocaban habitualmente. Con giras constantes y el apoyo de la radio tras años de éxito clandestino, lograron un gran reconocimiento con el sencillo de 1987 «The One I Love». El grupo firmó con Warner Bros. Records en 1988 y comenzaron a abrazar preocupaciones políticas y medioambientales mientras se exhibía en grandes escenarios en todo el mundo. Desde entonces, han declarado que era poco probable que la banda se reuniera en varias entrevistas.
Los álbumes más exitosos comercialmente, Out of Time (1991) y Automatic for the People (1992), los pusieron a la vanguardia del rock alternativo justo cuando se estaba convirtiendo en la corriente principal. Out of Time recibió siete nominaciones en la 34.ª Entrega Anual de los Premios Grammy, y el sencillo principal «Losing My Religion» fue el éxito del grupo. Monster (1994) continuó su racha de éxitos, con los sencillos «What's the Frequency Kenneth?» y «Bang and Blame». La banda comenzó su primera gira en seis años para promocionar el álbum; la misma se vio empañada por las emergencias médicas sufridas por tres de los miembros de la banda. En 1996, volvieron a firmar con Warner Bros. por US$80 millones, en ese momento el contrato de grabación más caro de la historia. La gira fue productiva y la banda grabó el siguiente álbum principalmente durante las pruebas de sonido. El disco resultante, New Adventures in Hi-Fi (1996), es aclamado como el último gran álbum de la banda y el favorito de los miembros, creciendo en estatus de culto a lo largo de los años. Berry dejó la banda al año siguiente, y Stipe, Buck y Mills continuaron como un trío musical, complementado por músicos de estudio y en vivo, como los multiinstrumentistas Scott McCaughey y Ken Stringfellow y los bateristas Joey Waronker y el fallecido Bill Rieflin. También se separaron de su antiguo mánager, Jefferson Holt, y el abogado de la banda, Bertis Downs, asumió las funciones de gestión. Buscando renovar también su sonido, la banda dejó de trabajar con Scott Litt, coproductor y colaborador de seis de sus álbumes de estudio y contrataron a Pat McCarthy como coproductor, quien había participado antes como mezclador e ingeniero en sus dos últimos álbumes.
Después de la dirección experimental electrónica de Up (1998) que no tuvo éxito comercial, Reveal (2001) fue referida como «un retorno consciente a su sonido clásico» que recibió elogios generalizados. En 2007, la banda fue incluida en el Salón de la Fama del Rock and Roll, en su primer año de elegibilidad y Berry se reunió con la banda para la ceremonia y grabar una versión del «#9 Dream» de John Lennon para el álbum recopilatorio Instant Karma: The Amnesty International Campaign to Save Darfur (2007) con intención de aliviar el conflicto de Darfur. Buscando un cambio de sonido después de la tibia recepción de Around the Sun (2004), la banda colaboró con el coproductor Jacknife Lee en sus dos últimos álbumes de estudio, el bien recibido Accelerate (2008) y Collapse into Now (2011), así como sus primeros álbumes en vivo después de décadas de giras. La banda se disolvió amistosamente en septiembre de 2011, y los antiguos miembros continuaron con varios proyectos musicales, y desde entonces se han lanzado varios álbumes en vivo y de archivo.

## Historia

### 1980-1982: formación y primeros lanzamientos

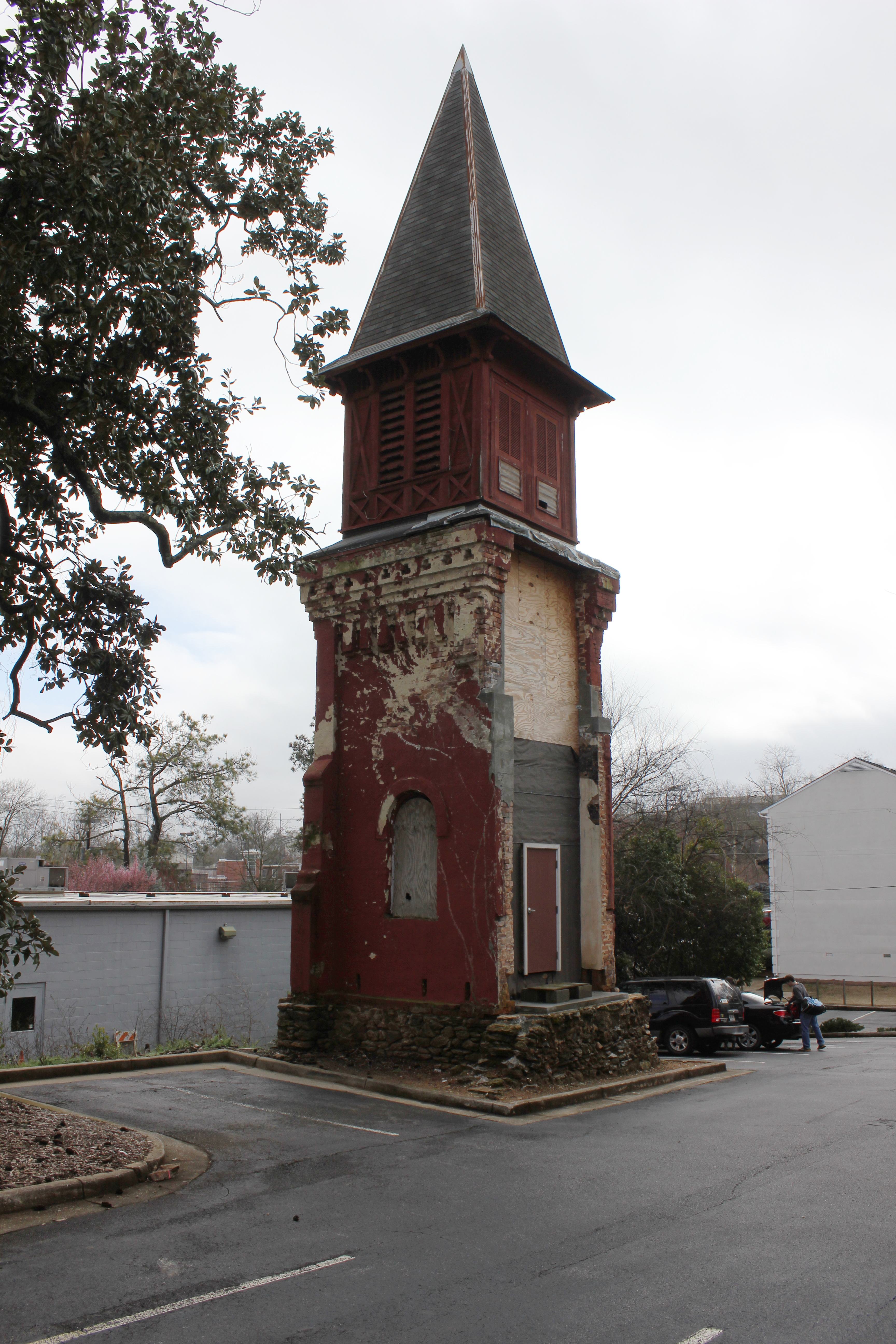
El campanario de la Iglesia Episcopal de Santa María en 2015; esto es todo lo que queda de donde los miembros de R.E.M. vivían brevemente y realizaron su primer concierto el 5 de abril de 1980

En enero de 1980, Peter Buck conoció a Michael Stipe en Wuxtry Records, una tienda de discos ubicada en Athens donde trabajaba Buck. La pareja descubrió que compartían gustos musicales similares, particularmente por artistas de punk rock y proto-punk como Patti Smith, Television y The Velvet Underground. Stipe dijo: «Resulta que estaba comprando todos los discos que [Buck] estaba guardando para sí mismo». A través de su amiga en común Kathleen O'Brien, Stipe y Buck conocieron a otros estudiantes de la Universidad de Georgia, Bill Berry y Mike Mills, que habían tocado música juntos desde la escuela secundaria y vivían juntos en Georgia. El cuarteto acordó colaborar en varias canciones; Stipe comentó más tarde que «nunca hubo un gran plan detrás de todo esto». Su banda, aún sin nombre, pasó unos meses ensayando en una iglesia episcopal desconsagrada en Athens, y tocaron su primer show el 5 de abril de 1980, apoyando a The Side Effects en la fiesta de cumpleaños de O'Brien celebrada en la misma iglesia, interpretando una mezcla de temas originales y versiones de los años sesenta y setenta. Después de considerar nombres como «Cans of Piss», «Negro Eyes» y «Twisted Kites», la banda se decidió por «R.E.M.», que Stipe seleccionó al azar de un diccionario. El término R.E.M. es bien conocido como un inicialismo para el movimiento ocular rápido, la etapa onírica del sueño; sin embargo, el investigador del sueño, el Dr. Rafael Pelayo, informa que cuando su colega, el Dr. William Dement, el científico del sueño que acuñó el término REM, se acercó a la banda, le dijeron al Dr. Dement que la banda se nombró «no por el sueño REM».

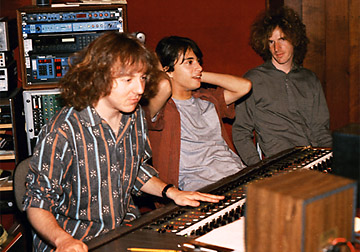
Mitch Easter (extremo izquierdo) fue el productor de la banda hasta 1984, lo que ayudó a definir el sonido inicial de la banda

Los miembros de la banda finalmente abandonaron la escuela para concentrarse en su grupo en desarrollo. Encontraron al gerente Jefferson Holt, un empleado de una tienda de discos que estaba tan impresionado por una actuación del grupo en su ciudad natal de Chapel Hill (Carolina del Norte), que se trasladó a Athens. El éxito fue casi inmediato en Athens y sus alrededores; la banda atrajo cada vez más multitudes para los espectáculos, lo que provocó cierto resentimiento en la escena musical de Athens. Durante el próximo año y medio, realizaron una gira por todo el sur de los Estados Unidos. Hacer giras era arduo porque entonces no existía un circuito de giras para bandas de rock alternativo. El grupo viajó en una vieja camioneta azul conducida por Holt y vivieron con una asignación de comida por US$2 cada día.
Durante abril de 1981, grabaron su primer sencillo, «Radio Free Europe», en los Drive-In Studios del productor Mitch Easter en Winston-Salem (Carolina del Norte) en recomendación por Peter Holsapple. Inicialmente distribuido como una cinta de demostración de cuatro pistas a clubes, sellos discográficos y revistas, el sencillo publicado en julio de 1981 en el sello discográfico independiente local Hib-Tone, tuvo una edición inicial de 1000 copias, 600 de las cuales se enviaron como promocionales. El sencillo se agotó rápidamente y se imprimieron otras 6000 debido a la demanda popular, a pesar de que la impresión original dejó fuera de los datos de contacto del sello discográfico. A pesar de su limitada difusión, el sencillo obtuvo elogios de la crítica y fue catalogado como uno de los diez mejores sencillos del año por The New York Times.
Grabaron el EP Chronic Town con Mitch Easter en octubre de 1981, y planeaba lanzarlo en un nuevo sello independiente llamado Dasht Hopes. Sin embargo, I.R.S. Records adquirió una demo de la primera sesión de grabación de la banda con Easter que había estado circulando durante meses. La banda rechazó los avances del importante sello RCA Records a favor de I.R.S., con quien firmó un contrato en mayo de 1982. I.R.S. lanzó Chronic Town ese agosto como su primer lanzamiento estadounidense. Una reseña positiva del EP realizada por NME elogió el aura de misterio de las canciones y concluyó: «R.E.M. suena cierto, y es genial escuchar algo tan poco forzado y astuto como esto».

### 1982-1988: I.R.S. Records y éxito de culto
I.R.S. los emparejaron con el productor Stephen Hague para grabar su álbum debut. El énfasis de Hague en la perfección técnica dejó a la banda insatisfecha, y los miembros de la banda le pidieron al sello que les permitiera grabar con Easter. I.R.S. aceptó una sesión de «prueba», lo que le permitió a la banda regresar a Carolina del Norte y grabar la canción «Pilgrimage» con Easter y su socio productor Don Dixon. Después de escuchar la pista, I.R.S. permitió al grupo grabar el álbum con Dixon y Easter. Debido a su mala experiencia con Hague, grabaron el álbum mediante un proceso de negación, rechazando a incorporar clichés de música rock como solos de guitarra o sintetizadores populares en ese momento, para darle a su música un aire atemporal. El álbum completo, Murmur, fue recibido con elogios de la crítica tras su lanzamiento en 1983, y Rolling Stone incluyó el álbum como su disco del año. Alcanzó el número 36 en la lista de álbumes del Billboard. Una versión regrabada de «Radio Free Europe» fue el sencillo principal del álbum y alcanzó el puesto 78 en la lista de sencillos de Billboard en 1983. A pesar de la aclamación otorgada al álbum, Murmur vendió solo alrededor de 200 000 copias, que Jay Boberg de I.R.S. sintió que estaba por debajo de las expectativas.
Hicieron su primera aparición de televisión nacional en Late Night with David Letterman en octubre de 1983, durante el cual el grupo interpretó una nueva canción sin nombre. La pieza, finalmente titulada «So. Central Rain (I'm Sorry)», se convirtió en el primer sencillo del segundo álbum de la banda, Reckoning (1984), que también se grabó con Easter y Dixon. El álbum fue aclamado por la crítica; Mat Snow de NME escribió que Reckoning «confirma a R.E.M. como uno de los grupos más bellos y emocionantes del planeta». Si bien Reckoning alcanzó el puesto 27 en la lista de álbumes de EE. UU., una posición inusualmente alta para una banda de college rock en ese momento, la escasa difusión y la mala distribución en el extranjero hicieron que no llegara al número 91 en Gran Bretaña.

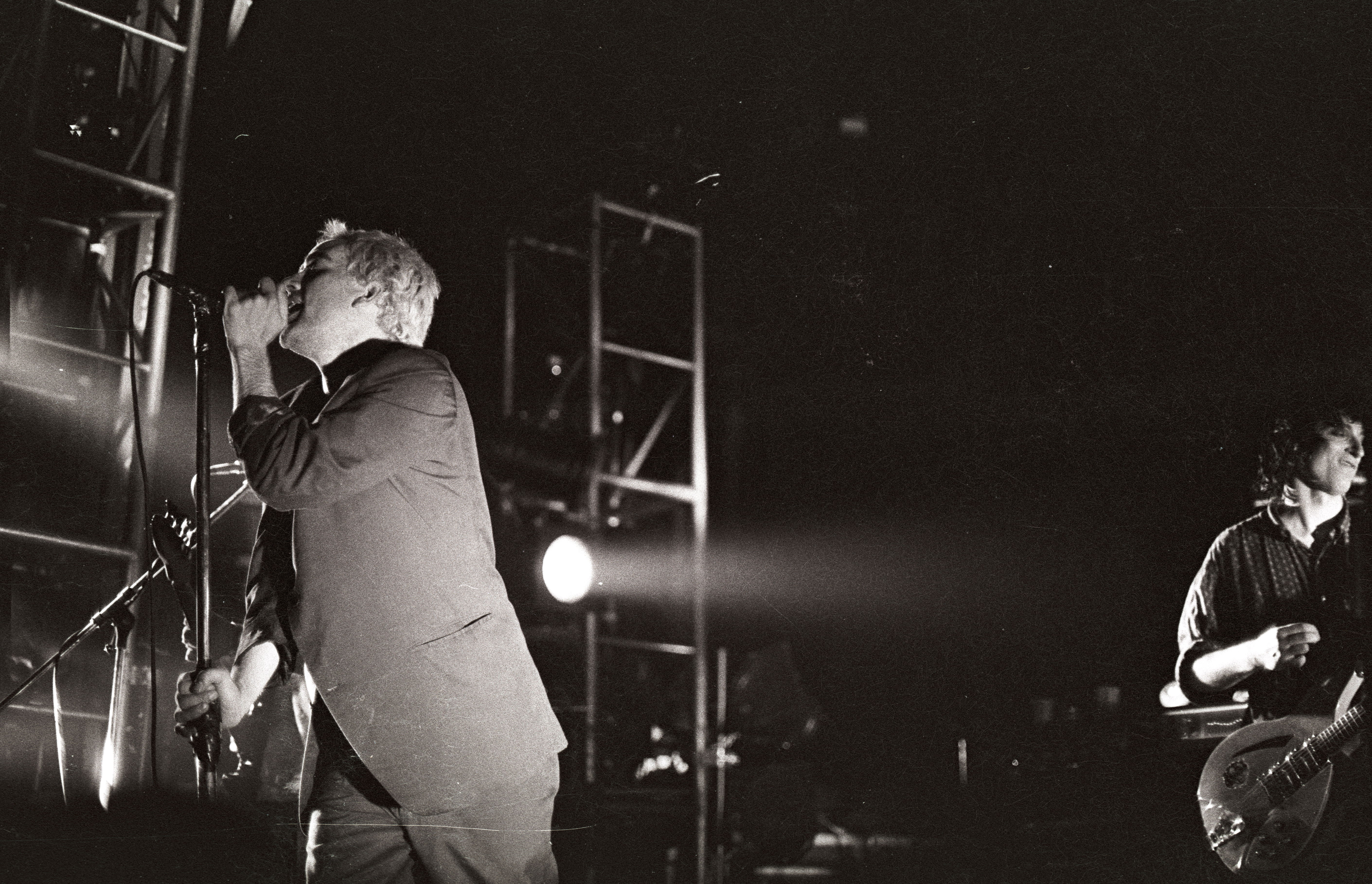
Michael Stipe (izquierda) y Peter Buck (derecha) presentándose en Gante (Bélgica), durante la gira de 1985

El tercer álbum de la banda, Fables of the Reconstruction (1985), demostró un cambio de dirección. En lugar de Dixon y Easter, eligieron al productor Joe Boyd, que había trabajado con Fairport Convention y Nick Drake, para grabar el álbum en Inglaterra. Los miembros de la banda encontraron las sesiones inesperadamente difíciles y se sintieron miserables debido al clima frío del invierno y lo que consideraron mala comida; la situación llevó a la banda al borde de la disolución. La tristeza que rodeaba las sesiones se abrió camino en el contexto de los temas del álbum. Líricamente, Stipe comenzó a crear historias al modo de la mitología sureña, señalando en una entrevista de 1985 que se inspiró en «la idea de los ancianos sentados alrededor del fuego, transmitiendo... leyendas y fábulas a los nietos».

Hicieron una gira por Canadá en julio y agosto de 1985, y Europa en octubre de ese año, incluidos los Países Bajos, Inglaterra —incluido un concierto en el Hammersmith Palais de Londres—, Irlanda, Escocia, Francia, Suiza, Bélgica y Alemania Occidental. El 2 de octubre de 1985, el grupo tocó en un concierto en Bochum, Alemania Occidental, para el programa de televisión alemán Rockpalast. Stipe se había decolorado el cabello de rubio durante este tiempo. Invitaron a la banda punk de California Minutemen a abrir para ellos en parte de la gira por los Estados Unidos, y organizó un acto benéfico para la familia del líder de Minutemen, D. Boon, quien murió en un accidente automovilístico en diciembre de 1985 poco después de la conclusión de la gira. Fables of the Reconstruction se desempeñó mal en Europa y su recepción crítica fue mixta, y algunos críticos la consideraron lúgubre y mal documentada. Al igual que con los discos anteriores, los sencillos de Fables of the Reconstruction fueron en su mayoría ignorados por la radio convencional. Mientras tanto, I.R.S. se estaba frustrando con la renuencia de la banda a lograr el éxito en la corriente principal.

Scott Litt produjo varios álbumes de R.E.M. desde finales de los ‘80 hasta principios y mediados de los ‘90

Para su cuarto álbum, reclutaron al productor de John Mellencamp, Don Gehman. El resultado, Lifes Rich Pageant (1986), presentó la voz de Stipe más cerca de la vanguardia de la música. En una entrevista de 1986 con el Chicago Tribune, Peter Buck relató: «Michael está mejorando en lo que hace y se está volviendo más seguro en ello. Y creo que eso se refleja en la proyección de su voz». El álbum mejoró notablemente en las ventas de Fables of the Reconstruction y alcanzó el número 21 en la lista de álbumes de Billboard. El sencillo «Fall on Me» también obtuvo apoyo en la radio comercial. El álbum fue el primero de la banda en obtener la certificación de oro por vender 500 000 copias. Si bien la radio estadounidense seguía siendo el soporte principal de R.E.M., la banda estaba comenzando a registrar éxitos en los formatos de rock convencionales; sin embargo, la música aún encontró resistencia por parte de la radio.
Tras el éxito de Lifes Rich Pageant, I.R.S. publicó Dead Letter Office, una recopilación de pistas grabadas por la banda durante las sesiones de su álbum, muchas de las cuales habían aparecido como lados B o no eran temas inéditos. Poco después, I.R.S. compiló el catálogo de videos musicales —excepto «Wolves, Lower»— como el primer lanzamiento de video de la banda, Succumbs. Don Gehman no pudo producir el quinto álbum, por lo que sugirió el trabajo en grupo con Scott Litt. Litt sería el productor de los próximos cinco álbumes de la banda. Document (1987) incluyó algunas de las letras más abiertamente políticas de Stipe, particularmente en «Welcome to the Occupation» y «Exhuming McCarthy», que fueron reacciones al ambiente político conservador de la década de 1980 bajo el presidente estadounidense Ronald Reagan. Jon Pareles, de The New York Times, escribió en su reseña del álbum: «Document es a la vez confiado y desafiante; si R.E.M. está a punto de pasar del estatus de banda de culto a la popularidad masiva, el álbum decreta que la banda llegará allí en sus propios términos». Document fue el álbum revolucionario del grupo, y el primer sencillo «The One I Love» se ubicó en el top 20 en los EE. UU., Reino Unido y Canadá. En enero de 1988, Document se había convertido en el primer álbum del grupo en vender un millón de copias. A la luz del avance de la banda, la versión de diciembre de 1987 de Rolling Stone declaró a R.E.M. como la «mejor banda de rock & roll estadounidense».

### 1988-1997: ruptura internacional y apogeo delrockalternativo
Frustrados porque sus discos no tuvieron una distribución satisfactoria en el extranjero, dejan I.R.S. cuando expiró su contrato y se firmó con el sello Warner Bros. Records. Aunque otras discográficas ofrecieron más dinero, finalmente firmaron con Warner Bros., supuestamente por un monto de entre $6 000 000 y $12 000 000, debido a la garantía de la compañía de total libertad creativa —Jay Boberg afirmó que el acuerdo de R.E.M. con Warner Bros. era por $22 000 000, que Peter Buck disputó como «definitivamente incorrecto»—. A raíz de la salida del grupo, I.R.S. lanzó la compilación Eponymous en 1988 —reunida con la participación de los miembros de la banda— para capitalizar los activos que la compañía aún poseía. El debut de la banda en Warner Bros. de 1988, Green (1988), se grabó en Memphis, Tennessee, y mostró al grupo experimentando con su sonido. Las pistas del disco iban desde el primer sencillo optimista «Stand» —un éxito en los Estados Unidos—, hasta material más político, como «Orange Crush» y «World Leader Pretend», que tratan sobre la guerra de Vietnam y la Guerra Fría, respectivamente. Green ha vendido cuatro millones de copias en todo el mundo. La banda apoyó el álbum con su gira más grande y más desarrollada visualmente hasta la fecha, con retroproyecciones y películas artísticas en el escenario. Después de la gira de Green en 1989, los miembros de la banda decidieron extraoficialmente tomarse ese año, como libre, el primer descanso prolongado en la carrera de la banda. En 1990, Warner Bros. publicó la compilación de videos musicales Pop Screen para recopilar clips de los álbumes Document y Green, seguida unos meses más tarde por el álbum de videos Tourfilm con actuaciones en vivo filmadas durante el Green World Tour.
Volvieron a reunirse a mediados de 1990 para grabar su séptimo álbum, Out of Time (1990). A diferencia de Green, los miembros de la banda a menudo escribían la música con instrumentación de rock no tradicional, incluida la mandolina, el órgano y la guitarra acústica, en lugar de agregarlos como sobregrabaciones más adelante en el proceso creativo. Lanzado en marzo de 1991, Out of Time fue el primer álbum de la banda en encabezar las listas de éxitos de Estados Unidos y Reino Unido. El disco vendió finalmente 4 200 000 de copias sólo en los Estados Unidos, y alrededor de 12 000 000 de copias en todo el mundo en 1996. El sencillo principal del álbum «Losing My Religion» fue un éxito mundial que recibió una gran rotación en la radio, al igual que el video musical en MTV y VH1. «Losing My Religion» fue el sencillo más alto de la banda en los Estados Unidos, alcanzando el número cuatro en las listas de Billboard. En 2024, añadió: «Si hubiéramos vendido diez millones de nuestro primer disco, dudo que alguno de nosotros estaría vivo ahora». Respecto a un momento crucial, dijo: «Si quieres hablar sobre un cambio de vida, creo que “Losing My Religion” es lo más cerca que se puede». El segundo sencillo del álbum, «Shiny Happy People» —una de las tres canciones del disco con la voz de Kate Pierson de la banda de Athens, The B-52's—, también fue un gran éxito, alcanzando el número 10 en los EE. UU. y el número 6 en el Reino Unido. Out of Time obtuvo siete nominaciones en los premios Grammy de 1992, la mayor cantidad de nominaciones de cualquier artista ese año. La banda ganó tres premios: uno por mejor álbum de música alternativa y dos por «Losing My Religion», mejor video musical de forma corta y mejor interpretación pop de un dúo o grupo con voz. No viajaron para promocionar Out of Time; en su lugar, el grupo tocó una serie de programas únicos, incluida una aparición grabada para un episodio de MTV Unplugged y lanzaron videos musicales para cada canción del álbum de videos This Film Is On. La banda también tocó «Losing My Religion» con miembros de la Orquesta Sinfónica de Atlanta en Madison, Georgia, en el Madison-Morgan Cultural Center como parte del especial del décimo aniversario de MTV.

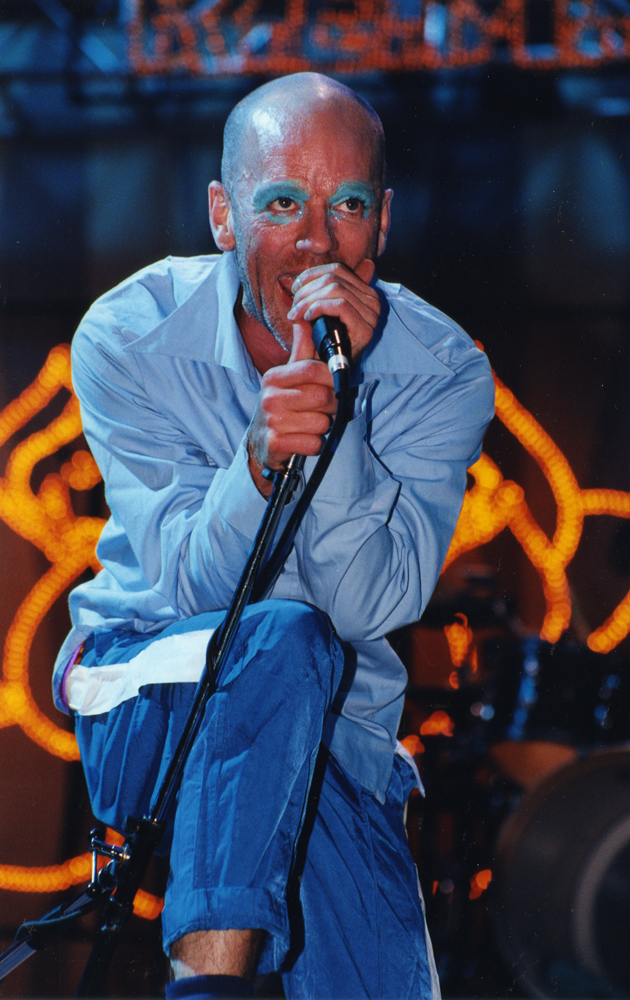
Durante 1992, se rumoreaba si Michael Stipe (fotografiado en 1999) había contraído VIH, algo que él ha negado

Después de pasar unos meses de descanso, regresaron al estudio en 1991 para grabar su próximo álbum. A fines de 1992, la banda lanzó Automatic for the People. Aunque el grupo tenía la intención de hacer un álbum de rock más duro después de las texturas más suaves de Out of Time, el sombrío Automatic for the People «[parecía] moverse a un ritmo aún más agonizante», según Melody Maker. El álbum trata temas de pérdida y duelo inspirados en «esa sensación de... cumplir los treinta», según Buck. Varias canciones incluyen arreglos de cuerda del exbajista de Led Zeppelin, John Paul Jones. Considerado por varios críticos —así como por Buck y Mills— como el mejor álbum de la banda, Automatic for the People alcanzó los números uno y dos en las listas de éxitos del Reino Unido y Estados Unidos, respectivamente, y generaron el top 40 de sencillos de éxito en Estados Unidos, «Drive», «Man on the Moon» y «Everybody Hurts». El álbum vendería más de quince millones de copias en todo el mundo. Al igual que con Out of Time, no hubo gira en apoyo del álbum. La decisión de renunciar a una gira, junto con la apariencia física de Stipe, generó rumores de que el cantante se estaba muriendo o era VIH positivo, que la banda negó con vehemencia. Según Stipe, él no inició el rumor y no sabe quién lo hizo; en una entrevista dijo:

«No lo puedo decir. Usé un gorro que decía “White House Stop AIDS”. Soy delgado. Siempre he sido delgado, excepto en 1985 cuando me parecía a Marlon Brando, la última vez que me afeité la cabeza. Estaba muy enfermo en ese entonces. Comiendo patatas. Creo que la histeria del sida obviamente y naturalmente se extendió a personas que son figuras mediáticas y a cualquiera de sexualidad indecifrable y no marcada. A cualquiera que parezca demacrado, cualquiera sea la razón. A cualquiera que esté asociado, por cualquier razón —sea un gorro, o el aspecto físico— como gay friendly».
—Michael Stipe

Después de que la banda lanzara dos álbumes de ritmo lento seguidos, el álbum de 1994, Monster, fue, como dijo Buck, «un disco de “rock”, con el rock entre comillas». En contraste con el sonido de sus predecesores, la música de Monster consistía en tonos de guitarra distorsionados, sobregrabaciones mínimas y toques del glam rock de los 70. Al igual que Out of Time, Monster encabezó las listas tanto en los EE. UU. como en el Reino Unido. El disco vendió alrededor de nueve millones de copias en todo el mundo. Los sencillos «What's The Frequency, Kenneth?» y «Bang and Blame» fueron los últimos éxitos top 40 estadounidenses de la banda, aunque todos los sencillos de Monster alcanzaron el top 30 en las listas británicas. Warner Bros. reunió los videos musicales del álbum así como los de Automatic for the People para su lanzamiento como Parallel en 1995.
En enero de 1995, emprendieron su primera gira en seis años. La gira fue un gran éxito comercial, pero el período fue difícil para el grupo. El 1 de marzo, Berry se derrumbó en el escenario durante una actuación en Lausana, Suiza, tras sufrir un aneurisma cerebral. Fue operado de inmediato y se recuperó por completo en un mes. El aneurisma de Berry fue solo el comienzo de una serie de problemas de salud que plagaron la gira Monster. Mills tuvo que someterse a una cirugía abdominal para eliminar una adherencia intestinal en julio; un mes después, Stipe tuvo que someterse a una cirugía de emergencia para reparar una hernia. A pesar de todos los problemas, el grupo había grabado la mayor parte de un nuevo álbum mientras estaban de gira. La banda trajo grabadoras de ocho pistas para capturar sus programas y utilizaron las grabaciones como elementos base para el álbum. Las últimas tres actuaciones de la gira fueron filmadas en el Omni Coliseum en Atlanta, Georgia y lanzadas en forma de video casero como Road Movie.
Volvieron a firmar con Warner Bros. Records en 1996 por US$80 000 000 —una cifra que la banda afirmaba constantemente que se originaba en los medios de comunicación—, que se rumoreaba que era el contrato de grabación más grande de la historia en ese momento. El álbum de 1996 del grupo, New Adventures in Hi-Fi, debutó en el número dos en los Estados Unidos y en el número uno en el Reino Unido. Las cinco millones de copias vendidas del álbum fueron una inversión de la suerte comercial del grupo durante los cinco años anteriores. La reacción de la crítica al álbum fue mayoritariamente favorable. En una retrospectiva de 2017 sobre la banda, Consequence of Sound la clasificó en tercer lugar entre los 15 álbumes de estudio de larga duración de R.E.M. El álbum es el favorito de Stipe y lo considera la banda en su apogeo. Mills dijo: «Por lo general, me lleva algunos años decidir dónde se encuentra un álbum en el panteón de trabajos grabados que hemos realizado. Este puede ser el tercero detrás de Murmur y Automatic for the People». Según DiscoverMusic: «Podría decirse [...] que New Adventures in Hi-Fi es menos inmediato y menos accesible, es un asunto de White Album extenso que llega a los 65 minutos. Sin embargo, si bien requirió algo de tiempo y compromiso por parte del oyente, el contenido del disco era rico, convincente y con frecuencia sorprendente. En consecuencia, el álbum ha seguido presionando para obtener reconocimiento y desde hace mucho tiempo se ha ganado su reputación como el álbum más olvidado de R.E.M.». Si bien las ventas fueron impresionantes, estuvieron por debajo de sus récords anteriores de los principales sellos discográficos. El escritor de Time, Christopher John Farley, argumentó que las menores ventas del álbum se debieron a la disminución del poder comercial del rock alternativo en su conjunto. Ese mismo año, se separaron del mánager Jefferson Holt, supuestamente debido a los cargos de acoso sexual que le imponía un miembro de la casa de la banda en Athens. El abogado del grupo, Bertis Downs, asumió funciones de dirección.

### 1997-2006: continuando como trío con éxito mixto
En abril de 1997, la banda se reunió en la casa de vacaciones de Buck en Kauai para grabar demos de material destinado al próximo álbum. La banda buscó reinventar su sonido y pretendía incorporar loops de batería y experimentos de percusión. Justo cuando las sesiones debían comenzar en octubre, Berry decidió, después de meses de contemplación y discusiones con Downs y Mills, decirle al resto de la banda que se retiraba. Berry les dijo a sus compañeros de banda que no renunciaría si se separaban como resultado, por lo que Stipe, Buck y Mills acordaron continuar como un trío con su bendición. Berry anunció públicamente su partida tres semanas después, en octubre de 1997. Berry dijo a la prensa: «Ya no estoy tan entusiasmado como en el pasado por hacer esto... Tengo el mejor trabajo del mundo. Pero estoy listo para sentarme y reflexionar y tal vez dejar de ser una estrella del pop». Stipe admitió que la banda sería diferente sin un colaborador importante: «Para mí, Mike y Peter, como R.E.M., ¿seguimos siendo R.E.M.? Supongo que un perro de tres patas sigue siendo un perro. Solo tiene que aprender a correr de manera diferente».

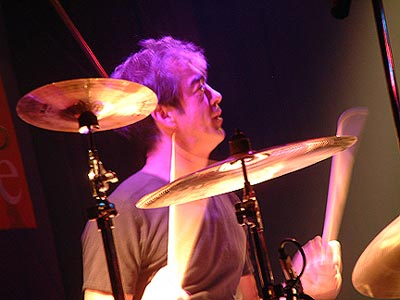
Después de que el baterista Bill Berry dejase la banda en 1997, continuaron como un trío

La banda canceló sus sesiones de grabación programadas como resultado de la partida de Berry. «Sin Bill era diferente, confuso», dijo Mills más tarde. «No sabíamos exactamente qué hacer. No podríamos ensayar sin un baterista». Los miembros restantes de R.E.M. reanudaron el trabajo en el álbum en febrero de 1998 en Toast Studios en San Francisco. La banda terminó su colaboración de una década con Scott Litt y contrató a Pat McCarthy para producir el disco. Nigel Godrich fue contratado como asistente de producción y reclutado por el miembro de Screaming Trees, Barrett Martin, y el baterista de gira de Beck, Joey Waronker. El proceso de grabación fue tenso y el grupo estuvo a punto de disolverse. Bertis Downs convocó una reunión de emergencia en la que los miembros de la banda resolvieron sus problemas y acordaron continuar como grupo. Liderado por el sencillo «Daysleeper», Up (1998) debutó entre los diez primeros en los Estados Unidos y el Reino Unido. Sin embargo, el álbum fue un fracaso relativo, vendiendo 900 000 copias en los Estados Unidos a mediados de 1999 y, finalmente, vendiendo poco más de dos millones de copias en todo el mundo. Mientras que las ventas estadounidenses del grupo estaban disminuyendo, la base comercial del grupo se estaba trasladando al Reino Unido, los discos se vendieron más en proporción que en ningún otro país, y los sencillos de la banda entraron regularmente en el top 20.
Un año después del lanzamiento de Up, escribieron la banda instrumental de la película biográfica de Andy Kaufman Man on the Moon, una novedad para el grupo. La película tomó su título de la canción homónima de Automatic for the People. La canción «The Great Beyond» fue lanzada como un sencillo del álbum de la banda sonora de Man on the Moon. «The Great Beyond» sólo alcanzó el número 57 en las listas de éxitos estadounidenses, pero fue el sencillo de la banda con mayor puntuación en el Reino Unido, alcanzando el número tres en 2000.

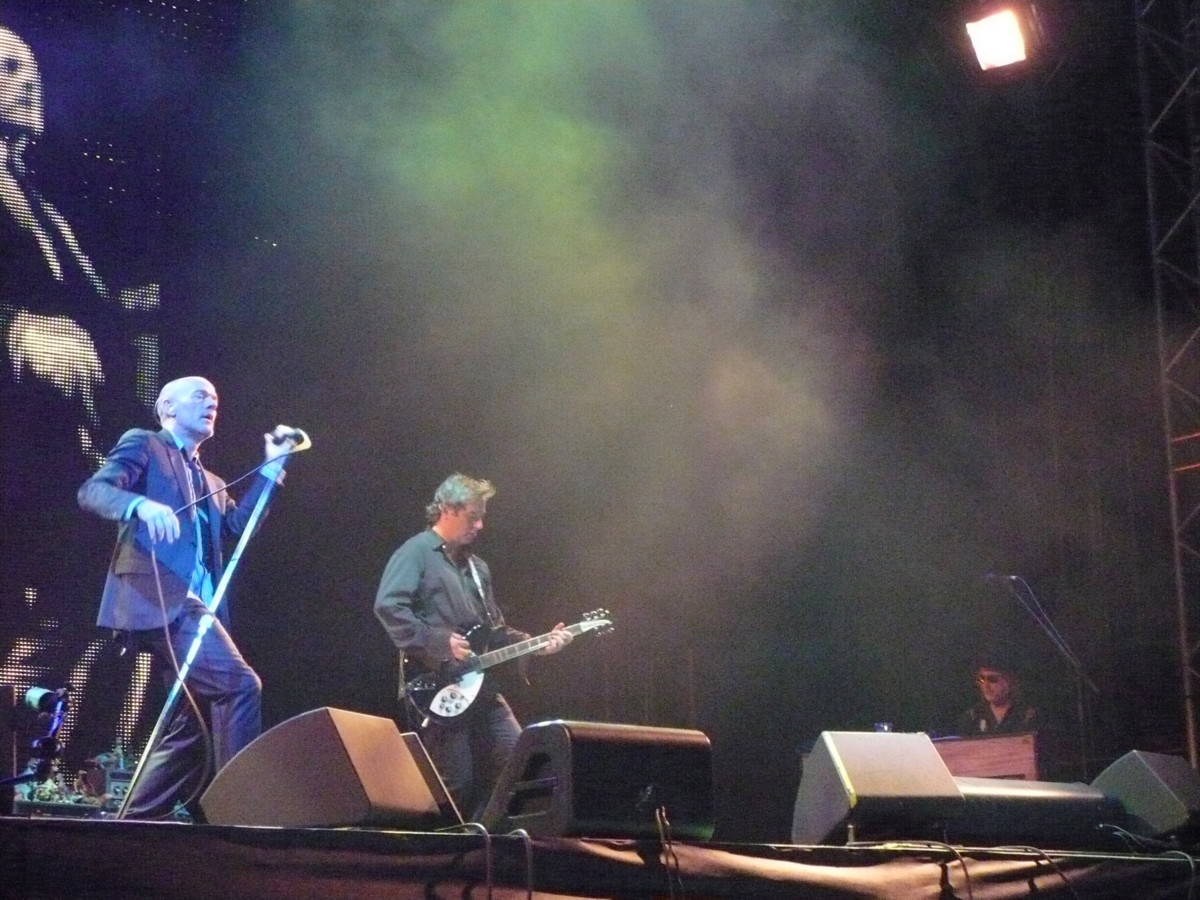
R.E.M. de gira en 2008, con su colaborador Scott McCaughey

Grabaron la mayor parte de su duodécimo álbum Reveal (2001) en Canadá e Irlanda de mayo a octubre de 2000. Reveal compartió el «ritmo lúgubre» de Up, y contó con la batería de Joey Waronker, así como las contribuciones de Scott McCaughey —cofundador de la banda Minus 5 con Buck— y Ken Stringfellow —fundador de Posies—. Las ventas mundiales del álbum superaron los cuatro millones, pero en los Estados Unidos Reveal vendió aproximadamente el mismo número de copias que Up. El álbum fue liderado por el sencillo «Imitation of Life», que alcanzó el número seis en el Reino Unido. Escribiendo para Rock's Backpages, Al Friston describió el álbum como «cargado de una belleza dorada en cada giro y giro», en comparación con el «trabajo esencialmente poco convincente del grupo en New Adventures in Hi-Fi y Up». De manera similar, Rob Sheffield de Rolling Stone calificó a Reveal como «una renovación espiritual enraizada en una musical» y elogió su «incesantemente asombrosa belleza».
En 2003, Warner Bros. lanzó el álbum recopilatorio y el DVD In Time: The Best of R.E.M. 1988-2003 e In View: The Best of R.E.M. 1988-2003, que incluyó dos nuevas canciones, «Bad Day» y «Animal». En un concierto de 2003 en Raleigh, Carolina del Norte, Berry hizo una aparición sorpresa, interpretando coros en «Radio Free Europe». Luego se sentó detrás de la batería para una actuación de la canción «Permanent Vacation», que marca su primera actuación con la banda desde su retiro.
Lanzaron Around the Sun en 2004. Durante la producción del álbum en 2002, Stipe dijo: «[El álbum] suena como si estuviera despegando de los últimos dos discos hacia un territorio desconocido de R.E.M. Algo primitivo y aullador». Después del lanzamiento del álbum, Mills dijo: «Creo que, honestamente, resultó un poco más lento de lo que pretendíamos, solo en términos de la velocidad general de las canciones». Around the Sun recibió una recepción crítica mixta, y alcanzó el puesto 13 en las listas de Billboard. El primer sencillo del álbum, «Leaving New York», fue un éxito entre los 5 mejores en el Reino Unido. Para el registro y la gira posterior, la banda contrató a un nuevo baterista de gira a tiempo completo, Bill Rieflin, que anteriormente había sido miembro de varios actos de música industrial como Ministry y Pigface, y permaneció en ese papel durante la duración de la banda. El álbum de videos Perfect Square fue lanzado ese mismo año.

### 2006-2011: últimos álbumes, reconocimiento y ruptura
EMI lanzó un álbum recopilatorio que cubre el trabajo de la banda durante su mandato en I.R.S. en 2006 llamado And I Feel Fine ... The Best of the I.R.S. Years 1982-1987 junto con el álbum de videos When the Light Is Mine: The Best of the I.R.S. Years 1982-1987: el sello había publicado previamente las compilaciones The Best of R.E.M. (1991), R.E.M.: Singles Collected (1994) y R.E.M.: In the Attic - Alternative Recordings 1985-1989 (1997). Ese mismo mes, los cuatro miembros originales de la banda actuaron durante la ceremonia para su incorporación al Salón de la Fama de la Música de Georgia. Mientras ensayaba para la ceremonia, la banda grabó una versión del «# 9 Dream» de John Lennon para Instant Karma: The Amnesty International Campaign to Save Darfur, un álbum tributo a beneficio de Amnistía Internacional. La canción, lanzada como sencillo para el álbum y la campaña, incluía la primera grabación de estudio de Bill Berry con la banda desde su partida casi una década antes.
En octubre de 2006, fueron nominados para ser incluidos en el Salón de la Fama del Rock and Roll en su primer año de elegibilidad. Fueron uno de los cinco nominados aceptados en el Salón ese año, y la ceremonia de inducción tuvo lugar en marzo de 2007 en el Hotel Waldorf-Astoria de Nueva York. El grupo, que fue incluido por el cantante principal de Pearl Jam, Eddie Vedder, interpretó tres canciones con Bill Berry; «Gardening at Night», «Man on the Moon» y «Begin the Begin», así como una versión de «I Wanna Be Your Dog».

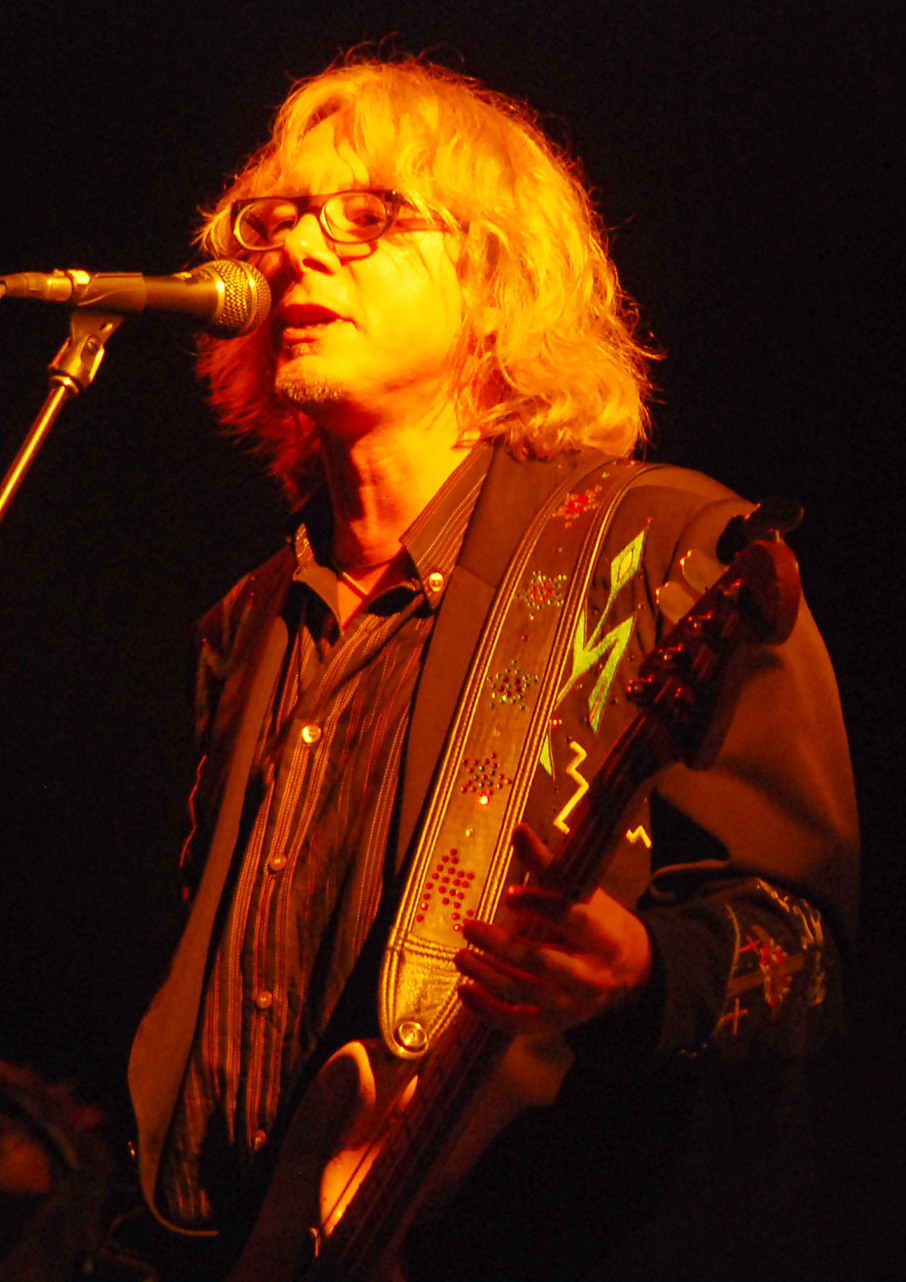
El bajista Mike Mills durante un concierto en Mánchester, 2008

El trabajo en el decimocuarto álbum del grupo comenzó a principios de 2007. La banda grabó con el productor Jacknife Lee en Vancouver y Dublín, donde tocaron cinco noches en el Olympia Theatre entre el 30 de junio y el 5 de julio como parte de un «ensayo de trabajo». R.E.M. Live, el primer álbum en vivo de la banda —con canciones de un show de Dublín en 2005—, fue lanzado en octubre de 2007. El grupo siguió esto con el álbum en vivo de 2009 Live at The Olympia, que presenta actuaciones de su residencia de 2007. Lanzaron Accelerate a principios de 2008, que debutó en el número dos en las listas de Billboard, y se convirtió en el octavo álbum de la banda en encabezar la UK Albums Chart. El crítico de Rolling Stone, David Fricke, consideró Accelerate una mejora con respecto a los álbumes anteriores de la banda posteriores a Berry, y lo calificó como «uno de los mejores discos que hayan hecho».
En 2010, lanzaron el álbum de videos R.E.M. Live from Austin, TX, un concierto grabado para Austin City Limits en 2008. El grupo grabó su decimoquinto álbum, Collapse into Now (2011), con Jacknife Lee en lugares como Berlín, Nashville y Nueva Orleans. Para el álbum, la banda apuntó a un sonido más expansivo que el enfoque intencionalmente corto y rápido implementado en Accelerate. El álbum debutó en el número cinco en el Billboard 200, convirtiéndose en el décimo álbum del grupo en alcanzar los diez primeros de la lista. Este lanzamiento cumplió con las obligaciones contractuales del grupo con Warner Bros., y la banda comenzó a grabar material sin contrato unos meses después con la posible intención de autoeditar el trabajo.

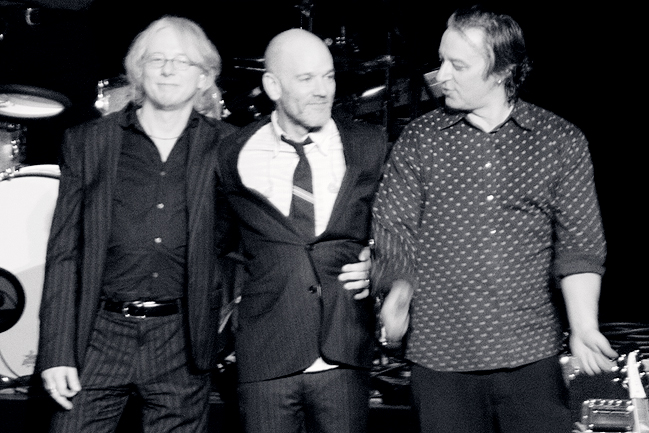
R.E.M. en el Royal Albert Hall durante su última gira en 2008

El 21 de septiembre de 2011, anunciaron a través de su sitio web que se daban por terminados como banda. Stipe dijo que esperaba que los fanáticos se dieran cuenta de que «no fue una decisión fácil»: «Todas las cosas deben terminar, y queríamos hacerlo bien, hacerlo a nuestra manera». Ethan Kaplan, antiguo socio y exvicepresidente sénior de tecnología emergente de Warner Bros., ha especulado que los cambios en el sello discográfico influyeron en la decisión del grupo de disolverse. El grupo discutió la ruptura durante varios años, pero se animaron a continuar después del mediocre desempeño comercial y crítico de Around the Sun; según Mills, «Necesitábamos demostrar, no solo a nuestros fanes y críticos, sino a nosotros mismos, que aún podíamos hacer grandes discos». Tampoco estaban interesados en el fin comercial de grabar como R.E.M. Los miembros de la banda terminaron su colaboración montando el álbum recopilatorio Part Lies, Part Heart, Part Truth, Part Garbage 1982-2011, que se lanzó en noviembre de 2011. El álbum es el primero en recopilar canciones de I.R.S. y Warner Bros., así como tres canciones de las últimas grabaciones de estudio del grupo de las sesiones posteriores a Collapse into Now. En noviembre, Mills y Stipe hicieron un breve período de apariciones promocionales en los medios británicos, descartando la opción de que el grupo se reuniera alguna vez.
En 2024, durante su primera entrevista como cuarteto en veintisiete años, se le preguntó a la banda qué haría falta para volver a formarse. «Un cometa», respondió Mills. «Súper pegamento», añadió Berry. Cuando se le preguntó por qué no sucedería, Buck respondió: «Nunca sería tan bueno».

### 2011-presente: lanzamientos y eventos posteriores a la ruptura
En 2014, se lanzó Unplugged: The Complete 1991 and 2001 Sessions para el Record Store Day. Más adelante en el año, la banda compiló la caja del álbum de video REMTV, que recopiló sus dos presentaciones Unplugged junto con varios otros documentales y espectáculos en vivo, mientras que su sello discográfico lanzó la caja 7IN—83–88, en formato 7 pulgadas. En diciembre de 2015, los miembros de la banda acordaron un acuerdo de distribución con Concord Bicycle Music para relanzar sus álbumes de Warner Bros. Continuando con el mantenimiento de sus derechos de autor y propiedad intelectual, en marzo de 2016, la banda firmó un nuevo acuerdo de administración de publicaciones musicales con Universal Music Publishing Group, y un año después, los miembros de la banda dejaron Broadcast Music, Inc., que había representado sus derechos de ejecución durante toda su carrera, y se unieron a SESAC. El primer lanzamiento después de su nuevo estado de publicación fue la caja de 2018 R.E.M. at the BBC. Live at the Borderline 1991 siguió para el Record Store Day de 2019. R.E.M. fue uno de los cientos de artistas cuyo material fue destruido en el incendio de Universal Studios en 2008. El 24 de marzo de 2020, el baterista de sesión y gira Bill Rieflin, quien contribuyó en los últimos tres discos de la banda, falleció de cáncer después de haber luchado años contra la enfermedad. En octubre de 2019, durante la presentación de su libro de fotografías en Roma, Michael Stipe dijo: «Cenaré con Mike (Mills) mañana por la noche en Londres y hablé con Peter (Buck) anoche, somos buenos amigos pero el tiempo de R.E.M. se acabó, eso es todo». En septiembre de 2021, una década completa después de la disolución, Stipe reiteró que la banda no tenía intención de reagruparse: «Cuando nos separamos, decidimos que eso sería realmente vulgar y probablemente generaría dinero, lo que podría ser el ímpetu para que muchas bandas vuelvan a estar juntas». El grupo fue nominado para ingresar al Salón de la Fama de los Compositores en 2023, siendo admitidos el siguiente enero. La banda se reunió para tocar «Losing My Religion» y también dieron su primera entrevista juntos en veintisiete años. El 13 de junio de 2024, los cuatro miembros fundadores de R.E.M. se reunieron para su primera presentación pública en vivo desde 1995 cuando realizaron una interpretación acústica de su revolucionario tema «Losing My Religion» en el Salón de la Fama de los Compositores de la ciudad de Nueva York. Se reunieron para otra presentación en vivo en febrero de 2025, esta vez interpretando «Pretty Persuasion» en el 40 Watt Club en Athens (Georgia).

## Estilo musical

### Sonido y proceso compositivo
R.E.M. ha sido descrito como un grupo de rock alternativo, college rock, folk rock, jangle pop, post-punk, y new wave. En una entrevista de 1988, Peter Buck describió las canciones como típicamente «tono menor, tempo medio, cosas enigmáticas, semi-folk-rock-balada. Eso es lo que todos piensan y, hasta cierto punto, es cierto, aunque los miembros individuales a veces son responsables de escribir la mayor parte de una canción en particular». Cada miembro tiene el mismo voto en el proceso de composición; sin embargo, Buck ha admitido que rara vez se puede persuadir a Stipe, como letrista de la banda, para que siga una idea que no favorece. Entre la formación original, había divisiones de trabajo en el proceso de composición: Stipe escribía letras e ideaba melodías, Buck guiaba a la banda en nuevas direcciones musicales, y Mills y Berry afinaban las composiciones debido a su mayor capacidad musical.

### Voces y líricas
Michael Stipe canta en lo que el biógrafo de R.E.M. David Buckley describió como «figuras vocales que lloran, se lamentan y se arquean». Stipe a menudo armoniza con Mills en las canciones; en el coro de «Stand», Mills y Stipe alternan la letra cantando, creando un diálogo. Los primeros artículos sobre la banda se centraron en el estilo de canto de Stipe —descrito como «murmurado» por The Washington Post—, que a menudo hacía que sus letras fueran indescifrables. El escritor de Creem, John Morthland, escribió en su reseña de Murmur: «Todavía no tengo idea de qué tratan estas canciones, porque ni yo ni nadie más que conozco ha sido capaz de discernir las letras de R.E.M.». Stipe comentó en 1984: «Es solo mi forma de cantar. Si tratara de controlarlo, sería bastante falso». El productor Joe Boyd convenció a Stipe para que comenzara a cantar más claramente durante la grabación de Fables of the Reconstruction.
Stipe luego llamó a la letra del coro de «Sitting Still» del álbum debut, Murmur, como «sin sentido», diciendo en un chat en línea de 1994: «Todos ustedes saben que no hay palabras, per se, en muchas de las primeras cosas. Ni siquiera puedo recordarlas». En verdad, Stipe elaboró cuidadosamente la letra de muchos de los primeros temas de R.E.M. Stipe explicó en 1984 que cuando comenzó a escribir letras eran como «imágenes simples», pero después de un año se cansó del enfoque y «comenzó a experimentar con letras que no tenían un sentido lineal exacto, y todo se fue a partir de ahí». A mediados de la década de 1980, cuando la pronunciación de Stipe mientras cantaba se hizo más clara, la banda decidió que sus letras deberían transmitir ideas en un nivel más literal. Mills explicó: «Después de haber hecho tres discos y haber escrito varias canciones y mejorar cada vez más líricamente, el siguiente paso sería que alguien te cuestionara y dijera, ¿estás diciendo algo? Y Michael tenía la confianza en ese momento para decir que sí...». Canciones como «Cuyahoga» o «Fall on Me» en Lifes Rich Pageant trataban temas como la contaminación. Stipe incorporó preocupaciones de orientación más política en sus letras en Document y Green. «Nuestro activismo político y el contenido de las canciones fue solo una reacción a dónde estábamos y de lo que nos rodeaba, lo cual fue simplemente un horror abyecto», dijo Stipe más tarde. «En 1987 y ‘88 no había nada que hacer más que estar activo». Desde entonces, Stipe ha explorado otros temas líricos. Automatic for the People se ocupaba de «la mortalidad y la muerte. Cosas bastante pomposas», según Stipe, mientras que Monster criticaba el amor y la cultura de masas. Musicalmente, Stipe afirmó que bandas como T. Rex y Mott the Hoople «realmente me impactaron».

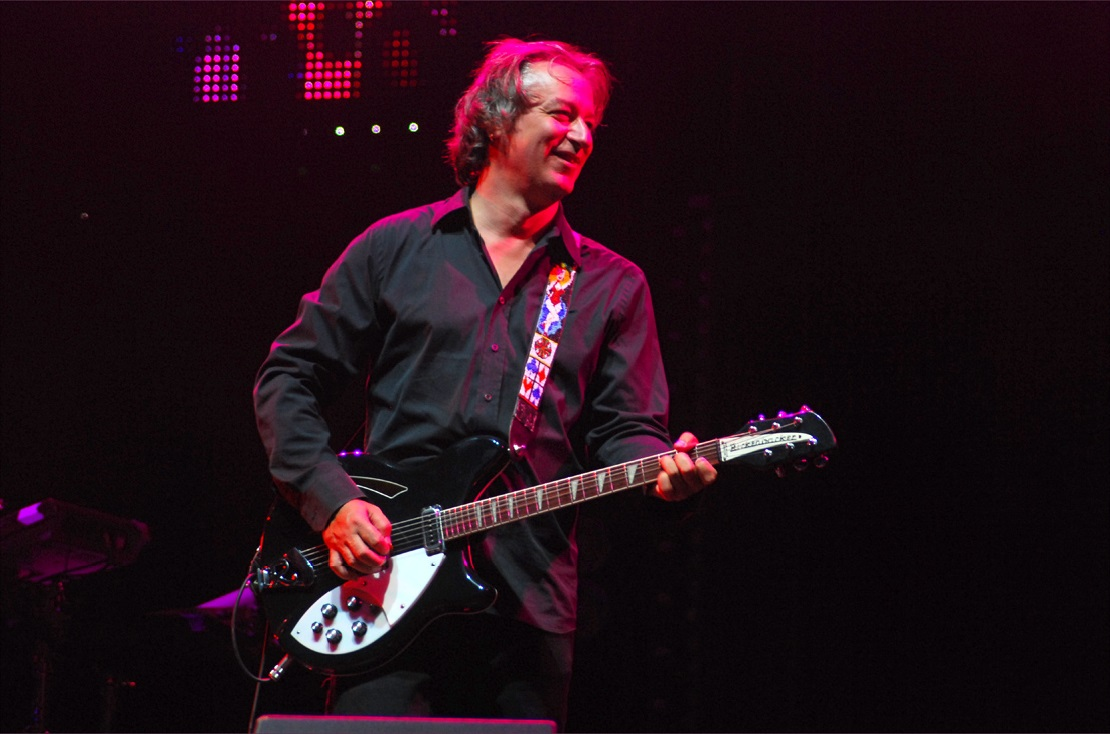
El estilo de tocar la guitarra de Peter Buck ha definido el sonido de R.E.M.

### Instrumentalización
El estilo de tocar la guitarra de Peter Buck ha sido señalado por muchos como el aspecto más distintivo de la música de R.E.M. Durante la década de 1980, el estilo «económico, arpegiado y poético» de Buck recordó a los periodistas musicales británicos a la banda de folk rock estadounidense de la década de 1960, The Byrds. Buck ha declarado que «[el guitarrista de Byrds] Roger McGuinn fue una gran influencia para mí como guitarrista», pero dijo que fueron las bandas influenciadas por Byrds, incluidas Big Star y The Soft Boys, las que lo inspiraron más. También se hicieron comparaciones con la forma de tocar la guitarra de Johnny Marr de los contemporáneos del rock alternativo The Smiths. Si bien Buck profesaba ser fanático del grupo, admitió que inicialmente criticó a la banda simplemente porque estaba cansado de que los fanáticos le preguntaran si estaba influenciado por Marr, cuya banda de hecho había debutado después de R.E.M. Buck generalmente evita los solos de guitarra; explicó en 2002: «Sé que cuando los guitarristas tocan este solo candente, la gente se vuelve loca, pero no escribo canciones que se adapten a eso, y no estoy interesado en eso. Puedo hacerlo si tengo que hacerlo, pero no me gusta». El enfoque melódico de Mike Mills para tocar el bajo está inspirado en Paul McCartney de The Beatles y Chris Squire de Yes; Mills ha dicho: «Siempre toqué un bajo melódico, como un contrabajo de piano en algunos aspectos... Nunca quise tocar el bajo tradicional encerrado en el bombo, la nota raíz». Mills tiene más formación musical que sus compañeros de banda, que según él «hicieron más fácil convertir ideas musicales abstractas en realidad».

## Legado e influencia

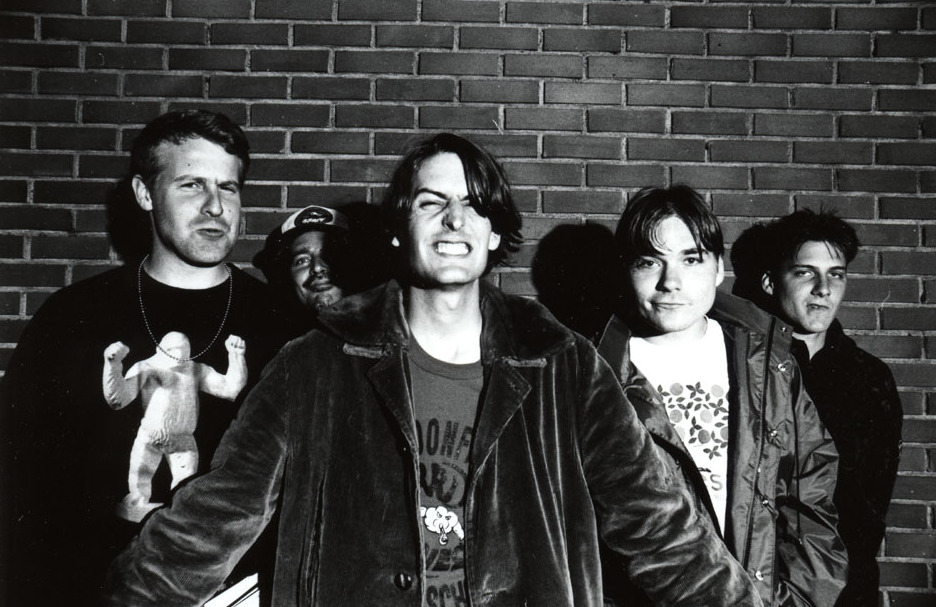
Pavement, una de varias bandas para nombrar a R.E.M. como influencia, ha escrito la canción «Unseen Power of the Picket Fence» en honor a ellos

R.E.M. fue fundamental para la creación y desarrollo del género rock alternativo. Stephen Thomas Erlewine de AllMusic declaró: «R.E.M. marcó el punto en que el post-punk se convirtió en rock alternativo». A principios de la década de 1980, el estilo musical de R.E.M. contrastaba con los géneros post-punk y new wave que lo habían precedido. El periodista musical Simon Reynolds señaló que el movimiento post-punk de finales de la década de 1970 y principios de la de 1980 «había eliminado sectores completos de música del menú», en particular la de la década de 1960, y que «después de la desmitificación del post-punk y los esquemas del New Pop, se sintió liberador para escuchar música arraigada en el asombro místico y la rendición dichosa». Reynolds declaró a R.E.M. como «una banda que recordaba la música de la década de 1960 con sus clamorosas guitarras y voces de estilo folklórico» y que «evocaba con nostalgia y de manera abstracta visiones y nuevas fronteras para Estados Unidos», una de «las dos bandas de rock alternativo más importantes del día». Con el lanzamiento de Murmur, R.E.M. tuvo el mayor impacto musical y comercial de los primeros grupos del género alternativo en desarrollo, dejando a su paso una serie de aficionados al jangle pop.
Su éxito inicial sirvió de inspiración para otras bandas alternativas. Spin se refirió al «modelo R.E.M.» —decisiones de carrera que R.E.M. hizo que estableciera pautas para que otros artistas underground las siguieran en sus propias carreras. Charles Aaron de Spin escribió que en 1985: «Habían demostrado hasta dónde podía llegar una banda de rock clandestina inspirada en el punk dentro de la industria sin arruinar su integridad artística de manera obvia. Habían descubierto cómo comprar, no vendidos, en otras palabras, habían logrado el Sueño bohemio estadounidense». Steve Wynn de Dream Syndicate dijo: «Iniciaron una partida completamente nueva para que todas las otras bandas le siguieran, ya fuera Sonic Youth, The Replacements, Nirvana o Butthole Surfers. R.E.M. apostó el reclamo. Musicalmente, las bandas hicieron cosas diferentes, pero R.E.M. fue el primero en mostrarnos que se puede ser grande y seguir siendo genial». El biógrafo David Buckley afirmó que entre 1991 y 1994 que vio a la banda vender un estimado de 30 000 000 de álbumes, «se afirmaron como rivales de U2 por el título de la banda de rock más grande del mundo». A lo largo de su carrera, la banda ha vendido más de 85 millones de discos en todo el mundo. All Time Top 1000 Albums de Colin Larkin declaró que «su catálogo está destinado a perdurar mientras los críticos aceptan a regañadientes su considerable importancia en la historia del rock».
Numerosas bandas y artistas citaron a R.E.M. como influencia, que incluyen Nirvana, Pavement, Radiohead, Coldplay, Pearl Jam —el vocalista de la banda, Eddie Vedder, incorporó a R.E.M. al Salón de la Fama del Rock and Roll—, Live, Counting Crows, Stone Temple Pilots, Collective Soul, Alice in Chains, Hootie and the Blowfish, the Ocean Blue. y Pwr Bttm se han inspirado en la música de R.E.M. «Cuando tenía 15 años en Richmond, Virginia, eran una parte muy importante de mi vida», dijo Bob Nastanovich de Pavement, «como lo fueron para todos los miembros de nuestra banda». La contribución de Pavement a la compilación No Alternative (1993) fue «Unseen Power of the Picket Fence», una canción sobre los primeros días de R.E.M. Local H, según la cuenta de Twitter de la banda, creó su nombre combinando dos canciones de R.E.M.: «Oddfellows Local 151» y «Swan Swan H». Black Francis de Pixies ha descrito a Murmur como «muy influyente» en su composición. Kurt Cobain de Nirvana era muy aficionado a R.E.M. y tenía planes incumplidos de colaborar en un proyecto musical con Stipe. Cobain le dijo a Rolling Stone en una entrevista a principios de ese año: «No sé cómo esa banda hace lo que hace. Dios, son los mejores. Han lidiado con su éxito como santos y siguen ofreciendo buena música».
Durante su presentación en el 40 Watt Club en octubre de 2018, Johnny Marr dijo: «Como músico británico que salió de la escena indie a principios de los ‘80, lo que definitivamente soy y estoy orgulloso de haber sido, no puedo perderme esta oportunidad de reconocer y presentar mis respetos y honrar a los muchachos que pusieron esta ciudad en el mapa para nosotros en Inglaterra. Estoy hablando de mis camaradas en la música, R.E.M. The Smiths realmente respetaban a R.E.M. Teníamos que estar atentos a lo que esos muchachos estaban haciendo. Es algo interesante para mí, como músico británico, y para todos esos muchachos como músicos británicos, venir a este lugar y tocar para ustedes, sabiendo que son las raíces de Mike Mills y Bill Berry y Michael Stipe y mi buen amigo Peter Buck». Cliff Burton, de Metallica, los mencionó como una de sus bandas favoritas a mediados de la década de 1980: «He estado escuchando mucho a R.E.M. Realmente me gustan por alguna razón. Creo que son realmente buenos». El 3 de noviembre de 2023, el exmiembro de Monkees, Micky Dolenz, lanzó un EP con versiones de canciones de R.E.M.

## Campaña y activismo

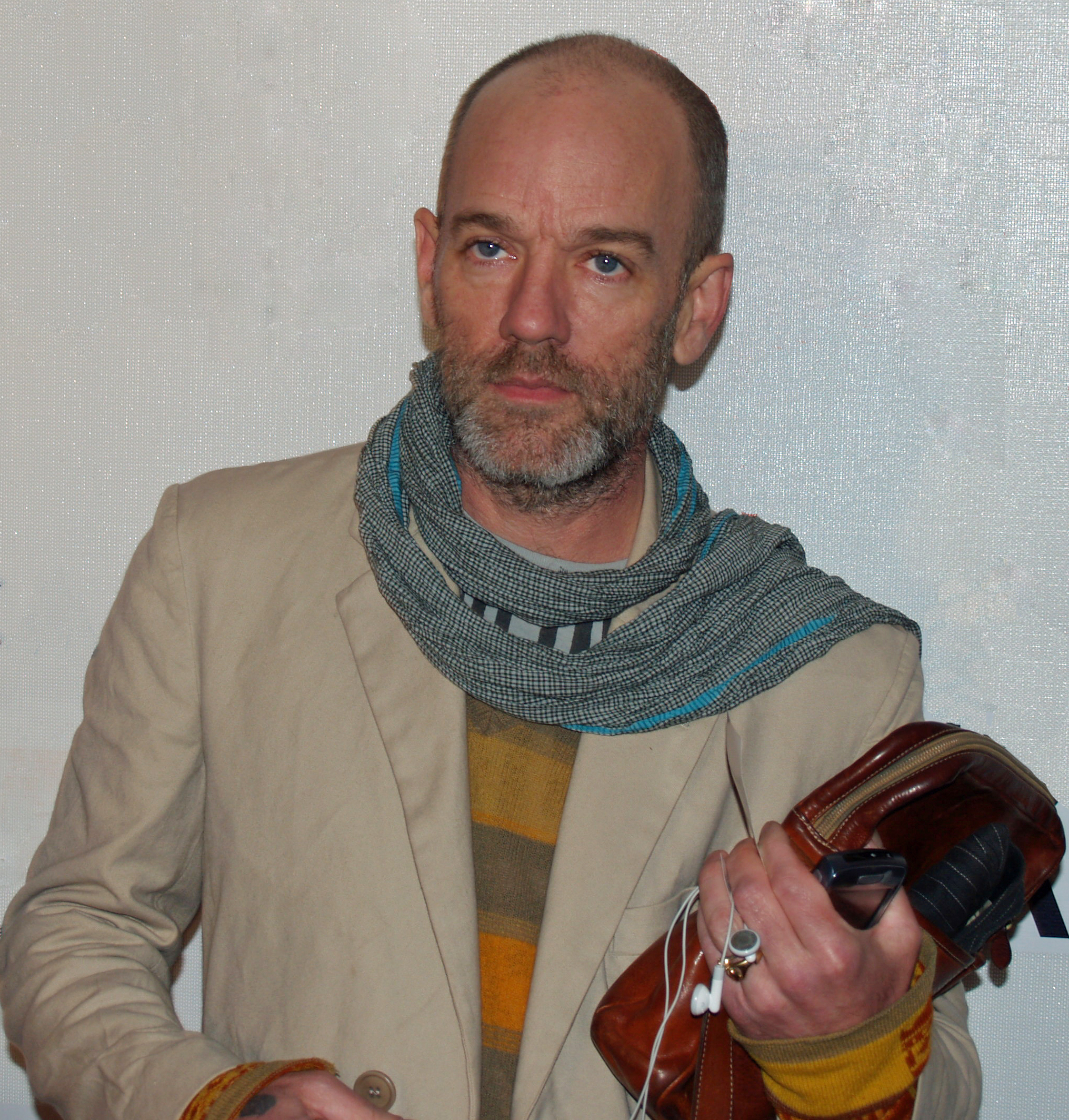
Michael Stipe ha usado su estatus de celebridad para apoyar causas políticas y humanitarias; se le ve aquí en el Festival de Cine de Tribeca de 2007, que se creó para renovar ese barrio de la ciudad de Nueva York después de los ataques del 11 de septiembre

A lo largo de la carrera de R.E.M. sus miembros buscaron resaltar temas sociales y políticos. Según Los Angeles Times, R.E.M. fue considerado uno de los «grupos de rock más liberales y políticamente correctos» de los Estados Unidos. Los miembros de la banda estaban «en la misma página» políticamente, compartiendo una perspectiva liberal y progresista. Mills admitió que ocasionalmente hubo disensión entre los miembros de la banda sobre las causas que podrían apoyar, pero reconoció que «por respeto a las personas que no están de acuerdo, esas discusiones tienden a permanecer internas, solo porque preferimos no dejar que la gente sepa dónde están las cosas. Las divisiones mienten, por lo que la gente no puede explotarlas para sus propios fines». Un ejemplo es que en 1990 Buck notó que Stipe estaba involucrado con People for the Ethical Treatment of Animals, pero el resto de la banda no.
Ayudaron a recaudar fondos para causas ambientales, feministas y de derechos humanos, y participaron en campañas para alentar el registro de votantes. Durante la gira Green, Stipe habló en el escenario al público sobre una variedad de temas sociopolíticos. A finales de la década de 1980 y 1990, la banda —particularmente Stipe— utilizó cada vez más su cobertura mediática en la televisión nacional para mencionar una variedad de causas que consideraba importantes. Un ejemplo es durante los MTV Video Music Awards de 1991, Stipe usó media docena de camisetas blancas estampadas con lemas que incluían «selva tropical», «el amor no conoce colores» y «control de armas ahora».
También generaron conciencia sobre Aung San Suu Kyi y las violaciones de derechos humanos en Myanmar, cuando trabajaron con la Campaña por la Libertad y la Campaña de EE. UU. para Birmania. El mismo Stipe publicó anuncios para las elecciones de 1988, apoyando al candidato presidencial demócrata y gobernador de Massachusetts Michael Dukakis sobre el entonces vicepresidente George H. W. Bush. En 2004, la banda participó en la gira Vote for Change que buscaba movilizar a los votantes estadounidenses para apoyar al candidato presidencial demócrata John Kerry. La postura política de R.E.M., particularmente viniendo de una banda de rock adinerada bajo contrato con un sello propiedad de una corporación multinacional, recibió críticas del exeditor de Q, Paul Du Noyer, quien criticó el «liberalismo de celebridades» de la banda, diciendo: «Es completamente doloroso la forma libre de rebelión que están adoptando. No hay ningún riesgo involucrado en ello, pero sí un poco de apuntalamiento de la lealtad del cliente».
Desde finales de la década de 1980, R.E.M. participó en la política local de su ciudad natal de Athens, Georgia. Buck le explicó a Sounds en 1987: «Michael siempre dice que piense localmente y actúe localmente; hemos estado haciendo muchas cosas en nuestra ciudad para tratar de convertirla en un lugar mejor». La banda a menudo donaba fondos a organizaciones benéficas locales y ayudó a renovar y preservar los edificios históricos de la ciudad. Su influencia política se atribuyó a la elección por estrecho margen de la alcaldesa de Athens, Gwen O'Looney, dos veces en la década de 1990. La banda es miembro de la organización benéfica canadiense Artists Against Racism.

## Miembros
- Bill Berry – batería, percusión, coros, ocasionalmente bajo y teclados (1980-1997, participaciones especiales: 2003, 2005, 2006, 2007)
- Peter Buck – guitarra, mandolina, banjo, ocasionalmente bajo, teclados y batería (1980-2011)
- Mike Mills – bajo, teclados, coros, ocasionalmente voz y guitarra (1980-2011)
- Michael Stipe – voz principal, ocasionalmente armónica, percusión y guitarra (1980-2011)

Miembros no musicales
- Bertis Downs IV – mánager (1980-2011)
- Jefferson Holt – mánager (1981-1996)

Varias publicaciones realizadas por la banda, como notas del álbum y anuncios publicitarios del club de fanáticos, enumeran al abogado Bertis Downs y al gerente Jefferson Holt como miembros honorarios no musicales; los dos se unieron a R.E.M. entre 1980 y 1981, y Holt se fue en 1996. 
Colaboradores

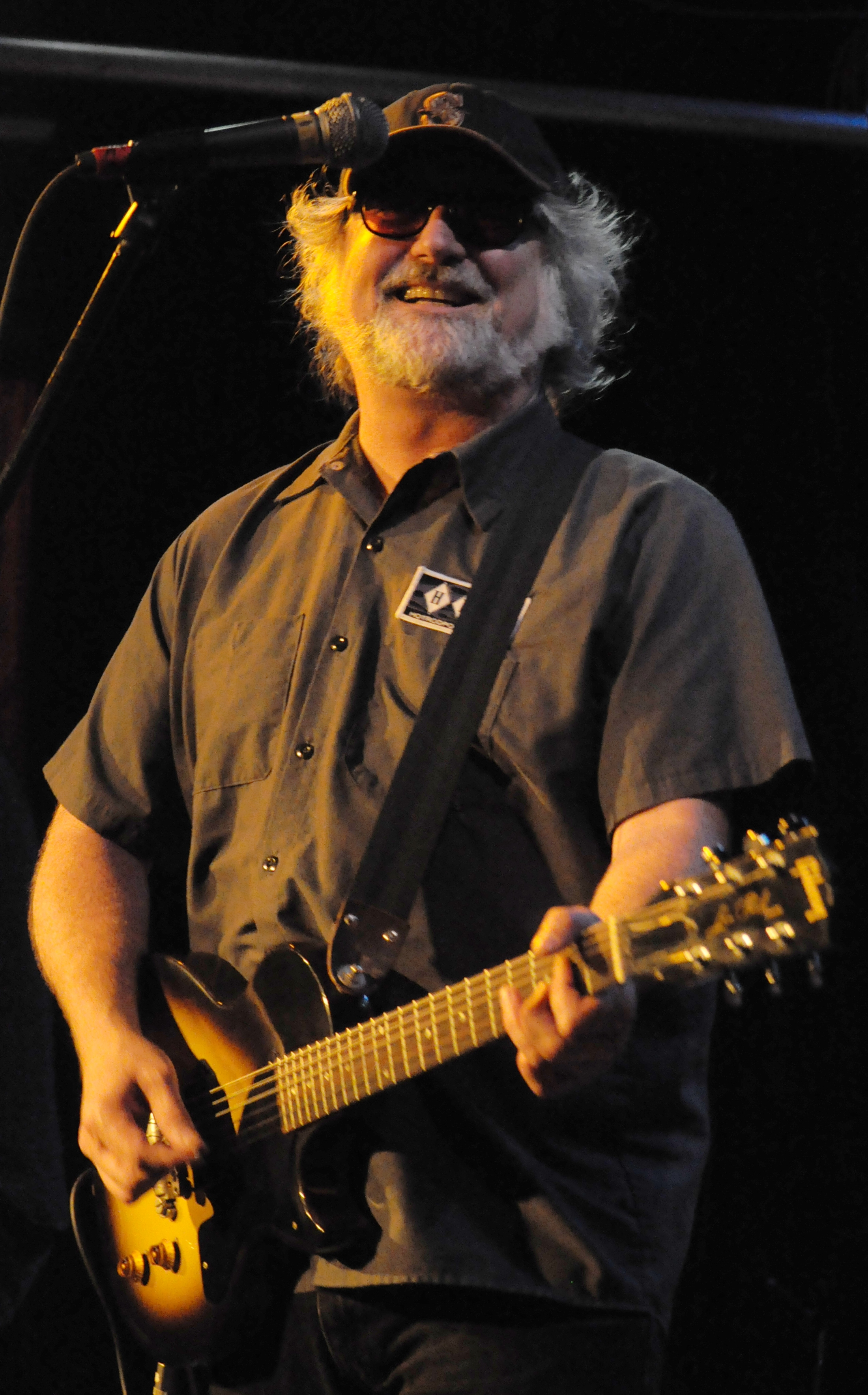
Scott McCaughey fue un miembro de gira de la banda, desde 1994 hasta su disolución

- Buren Fowler – guitarra (1986-1987) ✝
- Peter Holsapple – guitarra, bajo, teclado, piano (1989-1991)
- Scott McCaughey – guitarra, coros, teclados, sintetizadores, piano, bajo (1994-2011)
- Nathan December – guitarra, percusión (1994-1995)
- Joey Waronker – batería, percusión (1998-2002)
- Barrett Martin – percusión (1998)
- Ken Stringfellow – teclados, sintetizadores, piano, ocasionalmente guitarra, bajo y coros (1998-2005)
- Bill Rieflin – batería, percusión, ocasionalmente teclados y guitarra (2003-2011) ✝

### Línea de tiempo
Miembros principales
Músicos de gira

## Discografía
| - 1983: Murmur - 1984: Reckoning - 1985: Fables of the Reconstruction - 1986: Lifes Rich Pageant - 1987: Document - 1988: Green - 1991: Out of Time - 1992: Automatic for the People | - 1994: Monster - 1996: New Adventures in Hi-Fi - 1998: Up - 2001: Reveal - 2004: Around the Sun - 2008: Accelerate - 2011: Collapse into Now |

## Giras musicales
- 1981: Rapid.Eye.Movement.Tour[223]
- 1982: Chronic Town Tour
- 1983: Murmur Tour
- 1984: Little America Tour
- 1985: Reconstruction Tour
- 1986: Pageantry Tour
- 1987: Work Tour
- 1989: Green World Tour
- 1995: Monster World Tour
- 1998/99: Up World Tour
- 2001: Reveal World Tour
- 2003: In Time World Tour
- 2004/05: Around the Sun World Tour
- 2008: Accelerate World Tour